# Neheim (Adelsgeschlecht, Ruhr)

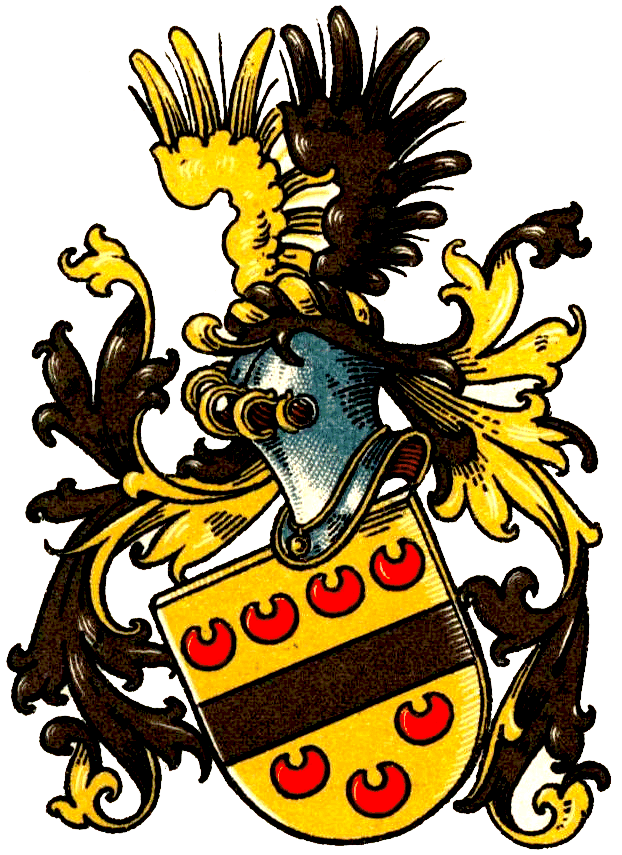
Wappen derer von Neheim

Die Herren von Neheim zu Ruhr (auch Nehem) waren ein westfälisches Adelsgeschlecht.
Die Familie ist von dem gleichnamigen Adelsgeschlecht derer von Neheim zu Sondermühlen und Niederwerries zu unterscheiden.

## Besitz und Geschichte
Angehörige des Geschlechts erscheinen im Gefolge der Grafen von Arnsberg. Von diesen trugen sie auch Besitzungen bei Neheim und an anderen Orten zu Lehen. Ein Hermann von Neheim wurde 1202 als Zeuge in einer Urkunde Graf Gottfried II. genannt. Seine Söhne waren Wilhelm, Hermann und Bruno. Davon waren Wilhelm und Bruno ebenfalls Ritter der Arnsberger Grafen. Ein späterer Ritter Hermann von Neheim diente als Burgmann in Arnsberg.
Der Stammsitz war die gleichnamige Stadt Neheim. Besitz hatte die Familie 1301 bei Stockum (heute Stadt Sundern), 1339 bei Ofacker (?) in der Nähe von Werl, 1382 bei Oesthof, 1418 bei Vynding (?) bei Arnsberg, 1455 bei Bönkhausen, Budberg (heute Stadt Werl), 1507 bei Wenigen in der Nähe von Hagen und 1590 in der Nähe von Westhofen. Nach den Forschungen von Albert K. Hömberg hatte die Familie im Herzogtum Westfalen Besitz bei Menden (1276–1387), Stockum (1230–1461) und Neheim (1270–?).
Die Familie hatte im 15. Jahrhundert einen schlechten Ruf, weil sie im Gebiet der früheren Grafschaft Arnsberg zahlreiche Fehden führte und gewalttätig war. Im Jahr 1483 beklagten sich drei Brüder der Familie beim Kölner Kurfürsten Hermann von Wied, dass die Familie aus ihrer Herrschaft Stockum – die sie selbst als Grafschaft bezeichneten – von den kurfürstlichen Amtsträgern verdrängt worden seien. Sie beriefen sich dabei auf alte Rechte von 1300 aus der Zeit von Graf Ludwig von Arnsberg. Der Besitz von Stockum war deshalb so wichtig, weil die Einnahmen nicht nur aus Kornzehnten, sondern auch aus Blei- und Eisenzehnten aus dem Bergbau am Erbenstein bestanden. Die Familie hatte offenbar für Stockum ein eigenes Berggericht errichtet. Hauptaufgabe war es sicherzustellen, dass niemand ohne Wissen und Erlaubnis derer von Neheim Erze abbauen konnte. Diese Rechtsauffassung kollidierte mit dem auf die Goldene Bulle gegründeten landesherrlichen Anspruch auf das Bergregal.
Die Familie starb 1715 mit Johann Conrad Anton von Neheim auf Oesthof und Ruhr aus.

## Wappen
Das Wappen zeigt in Gold einen schwarzen Balken, darüber in einer Reihe vier und darunter drei (2:1) rote Herzen. Auf dem Helm mit schwarz-goldenen Decken ein offener, rechts goldener und links schwarzer Flug.